# Talara
Talara är en stad vid Stilla havets kust i provinsen Talara, som tillhör departementet Piura i nordvästra Peru. Folkmängden uppgick till 90 830 invånare 2015.